# Gianni Franciolini
Gianni Franciolini, all'anagrafe Giovanni Battista Franciolini (Firenze, 1º giugno 1910 – Roma, 10 maggio 1960), è stato un regista e sceneggiatore italiano.

## Biografia
Iniziò a occuparsi di cinema in giovane età. Nel 1930 si recò a Parigi, dove frequentò ambienti di avanguardia e fu aiuto regista di Eugène Deslaw e di Georges Lacombe. Rientrato in Italia, collaborò ai film L'orologio a cucù (1938) di Camillo Mastrocinque, La principessa Tarakanova e La signora di Montecarlo di Mario Soldati. Esordì nella regia nel 1939, realizzando tre documentari, uno su Firenze in collaborazione con Ubaldo Magnaghi, uno su Roma e un terzo intitolato Vérités sur l'Italie.

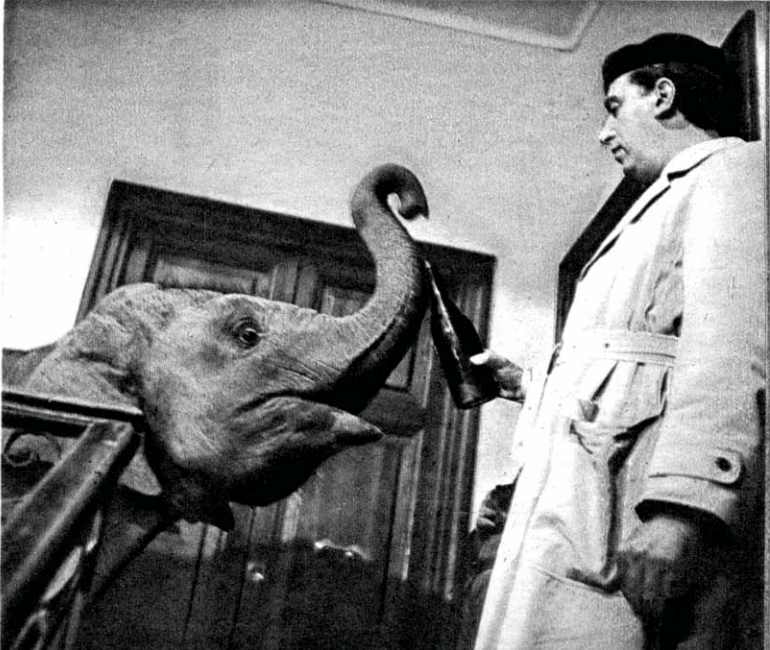
Franciolini con l'elefantino Remo sul set del film Buongiorno, elefante! (1952)

Dopo il lungometraggio, L'ispettore Vargas (1940), un film giallo tratto da una commedia di Vincenzo Tieri, nel 1942 diresse Fari nella nebbia, una delle sue opere più riuscite, nella quale «Franciolini confermò la propria abilità nella creazione di atmosfere sensuali e cupe, riconducibili a evidenti influenze della scuola verista francese (dei registi Jean Renoir e Marcel Carné in particolare) [...] da considerarsi tra i film che aprirono la strada al neorealismo».
Nel dopoguerra Franciolini girò altri melodrammi tratti ancora da testi teatrali, come I pescatori di Viviani per Notte di tempesta (1946), o letterari come Sonata a Kreutzer di Tolstoj per Amanti senza amore (1948). Importante fu l'incontro con Cesare Zavattini, sceneggiatore fra altri di Anselmo ha fretta (1950), col quale Franciolini si inserì nel filone rosa del neorealismo. A metà degli anni cinquanta si dedicò alla realizzazione di film a episodi.

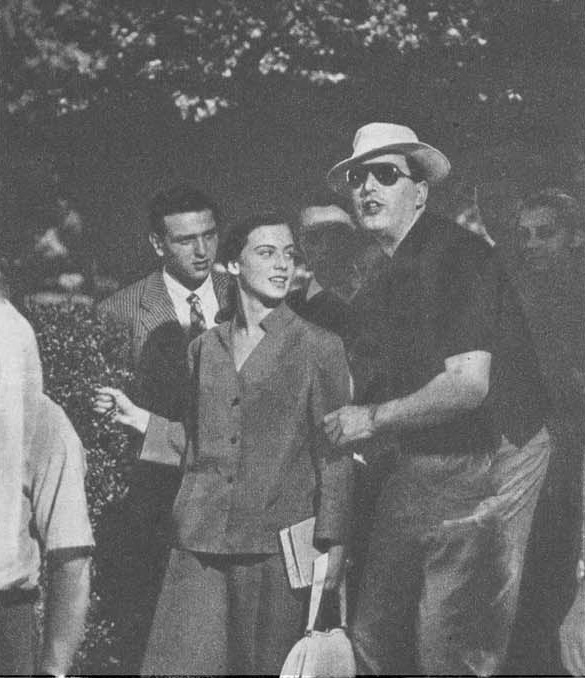
Franciolini con Anna Maria Ferrero sul set di Villa Borghese (1953)

A giudizio di Simone Emiliani, Franciolini, «pressoché dimenticato nel corso degli anni, nei suoi film mostra invece fine sensibilità nella costruzione di ritratti femminili che, per certi versi, risultano anticipare il cinema di Antonio Pietrangeli, mentre appare ben riconoscibile un particolare stile visivo, evidente nell'alternanza delle luci e delle ombre, di derivazione quasi espressionista».
Morì alle prime ore del 10 maggio 1960 alla Clinica Ciancarelli di Roma, dove nella giornata precedente era stato sottoposto a un intervento chirurgico.

## Riconoscimenti
- David di Donatello 1956: miglior regista (Racconti romani)[4].

## Filmografia
- Vérité sur l'Italie (1939)
- L'ispettore Vargas (1940)
- Fari nella nebbia (1942)
- Giorni felici (1943)
- Addio, amore! (1943)
- Notte di tempesta (1946)
- Amanti senza amore (1947)
- La sposa non può attendere (1949)
- Ultimo incontro (1951)
- Buongiorno, elefante! (1952)
- Siamo donne (1953)
- Il mondo le condanna (1953)
- Villa Borghese (1953)
- Il letto (Episodio Il divorzio) (1954)
- Racconti romani (1955)
- Le signorine dello 04 (1955)
- Peccato di castità (1956)
- Racconti d'estate (1958)
- Ferdinando Iº re di Napoli (1959)